# Sint-Truidense VV in het seizoen 2013/14
Sint-Truiden kwam in het seizoen 2013/14 uit in de Belgische Tweede Klasse. In het voorbije seizoen eindigde Sint-Truiden op de vierde plaats in Tweede Klasse. Ditmaal eindigde STVV op de derde plaats in de reguliere competitie, en ook als derde in de eindronde om promotie.

## Overzicht
Op 24 mei 2013 raakte bekend dat Guido Brepoels aan de kant werd geschoven als trainer van Sint-Truiden. Brepoels werd in juni 2012 aangesteld als vervanger van Franky Van der Elst. Brepoels had voor diens komst STVV reeds drie seizoenen geleid. Onder zijn leiding werd de club kampioen in Tweede Klasse in 2009. Een jaar later haalde Sint-Truiden de eindronde in Eerste Klasse, waar maar nipt een Europees ticket gemist werd. In 2013 kon hij echter geen promotie afdwingen. Hij werd vervangen door Yannick Ferrera.
Reeds in augustus kreeg Sint-Truiden een eerste grote tik te verwerken. Na een vier op zes in de eerste twee wedstrijden van het seizoen, werd thuis met 1-2 verloren van vierdeklasser KESK Leopoldsburg in de Beker van België. Deze blamage betekende de vroegste uitschakeling voor STVV in de bekercompetitie sedert 1979-80. De eerste wedstrijden van de competitie verliepen wel naar wens. Na negen speeldagen stond Sint-Truiden op de derde plaats. Hierna ging het enkele weken minder met de club. STVV sleepte zich naar de winterstop, met drie verliespartijen in de laatste vier wedstrijden van het jaar. Hierdoor werd de rol gelost met KVC Westerlo en KAS Eupen. De winterstop leek wel soelaas te brengen: de komende elf speeldagen haalde Sint-Truiden een mooie 28 op 33, waardoor de titel weer in zicht leek. De laatste vier speeldagen konden de Kanaries echter slechts één keer winnen en het seizoen werd afgesloten op een derde plaats. De club versierde zo een plaats in de eindronde voor promotie.
Even leek de eindronde in gedrang te komen, toen Sint-Truiden tot tweemaal toe geen licentie kreeg voor het komende seizoen. Hierdoor zou STVV verplicht naar Derde Klasse degraderen. De club ging echter in beroep bij het Belgisch Arbitragehof voor de Sport, waar het alsnog gelijk kreeg en een licentie kon afdwingen. In die eindronde kende STVV een dramatische start: zowel thuis tegen KAS Eupen als uit in Moeskroen kwam de club op voorsprong, maar telkens werd er in de laatste minuten verloren. Na een zes op zes tegen Oud-Heverlee Leuven leek promotie binnen handbereik, toen winst thuis op de laatste speeldag tegen Moeskroen zou volstaan. Ook ditmaal kwam STVV op voorsprong, maar werd uiteindelijk verloren. Hierdoor promoveerde Moeskroen naar Eerste Klasse, en eindigde Sint-Truiden op de derde plaats, met zeven punten.

## Ploegsamenstelling
| Nr. | Naam                           | Positie      | Nationaliteit  | Geboortedatum     |
| --- | ------------------------------ | ------------ | -------------- | ----------------- |
| 1   | Davy Schollen                  | Doelman      | België         | 28 februari 1978  |
| 2   | Gonzalo Busto                  | Verdediger   | Spanje         | 21 oktober 1994   |
| 3   | Naïm Aarab                     | Verdediger   | België         | 7 februari 1988   |
| 4   | Ivo Rossen                     | Verdediger   | Nederland      | 14 maart 1982     |
| 5   | Dorian Dessoleil               | Verdediger   | België         | 7 augustus 1992   |
| 6   | Rudy Chirishungu               | Middenvelder | Congo-Kinshasa | 10 maart 1992     |
| 7   | Grégory Dufer                  | Middenvelder | België         | 19 december 1981  |
| 8   | Guy Dufour                     | Middenvelder | België         | 14 maart 1987     |
| 9   | Dylan Vanwelkenhuysen          | Aanvaller    | België         | 20 januari 1992   |
| 10  | Lauri Dalla Valle              | Aanvaller    | Finland        | 14 september 1991 |
| 11  | Joeri Dequevy                  | Middenvelder | België         | 27 april 1988     |
| 12  | Timo Cauwenberg                | Middenvelder | België         | 20 maart 1995     |
| 13  | Laurent Henkinet               | Doelman      | België         | 14 september 1992 |
| 14  | Dimitri Daeseleire             | Verdediger   | België         | 18 mei 1990       |
| 15  | Simen Demulder                 | Middenvelder | België         | 7 juni 1995       |
| 16  | Rob Schoofs                    | Middenvelder | België         | 23 maart 1994     |
| 18  | Guillermo Méndez               | Middenvelder | Uruguay        | 26 augustus 1994  |
| 19  | Yvan Erichot                   | Verdediger   | Frankrijk      | 25 maart 1990     |
| 21  | Mathias Schils                 | Verdediger   | België         | 1 mei 1993        |
| 22  | Edmilson Junior Paulo da Silva | Middenvelder | België         | 19 augustus 1994  |
| 23  | Sascha Kotysch                 | Verdediger   | Duitsland      | 2 oktober 1988    |
| 24  | Giel Deferm                    | Verdediger   | België         | 30 juni 1988      |
| 25  | Lennart Ghijsens               | Doelman      | België         | 20 april 1995     |
| 27  | Erivelton Paulo da Silva       | Aanvaller    | België         | 17 november 1995  |
| 28  | Tortol Lumanza Lembi           | Middenvelder | België         | 13 april 1994     |
| 31  | Manuel Soto Muñoz              | Verdediger   | Spanje         | 12 oktober 1993   |

### Trainersstaf
- Yannick Ferrera (hoofdcoach)
- Rudy Kalema (hulptrainer)
- Peter Delorge (hulptrainer)
- Chris O'Loughlin (hulptrainer)

### Transfers
| - Naïm Aarab (Újpest FC) - Mohammed Aoulad (RSC Anderlecht) - Bruno Baras (Royale Union Saint-Gilloise) - Gonzalo Busto (Málaga CF) - Rudy Chirishungu (Club Brugge) - Lauri Dalla Valle (Molde FK) - Dimitri Daeseleire (Antwerp FC) - Giel Deferm (Beerschot AC) - Dorian Dessoleil (Sporting Charleroi) - Laurent Henkinet (KFC Dessel Sport) - Alessandro Iandoli (einde uitleenbeurt aan Standard Luik) - Mehdi Lazaar (Burnley FC) - Tortol Lumanza Lembi (Standard Luik) - Anthony Moris (geleend van Standard Luik) - Doğan Şakir Serttaş (RWDM Brussels) - Ibrahim Somé (RWDM Brussels) - Manuel Soto Muñoz (RCS Wezet) - Erivelton Paulo da Silva (KRC Genk) | - Christophe Bertjens (AS Verbroedering Geel) - Axel Bonemme (Standard Luik) - Donny de Groot (FC Eindhoven) - Simen Demulder (uitgeleend aan Dessel Sport) - Laurent Henkinet (KFC Dessel Sport) - Alessandro Iandoli (uitgeleend aan Standard Luik) - Guillermo Méndez (Standard Luik) - Pierre-Yves Ngawa (Standard Luik) - Leo Novak (Újpest FC) - Mario Pruna (FCV Dender) - Nils Schouterden (KAS Eupen) - Ondřej Smetana (Hansa Rostock) - Thierry Vandermeeren (einde contract) - Dylan Vanwelkenhuysen (KV Woluwe-Zaventem) - Davino Verhulst (KSC Lokeren) - Yannick Weeghmans (FCV Dender) |

## Oefenwedstrijden
|                                    |                     |       |                           |  |
| Vrijdag 21 juni 2013, 19:00 uur    | Herk-de-Stad FC     | 0 - 3 | Sint-Truiden              |  |
|                                    |                     |       |                           |  |
|                                    |                     |       |                           |  |
| Zaterdag 22 juni 2013, 17:00 uur   | Herk Sport Hasselt  | 0 - 5 | Sint-Truiden              |  |
|                                    |                     |       |                           |  |
|                                    |                     |       |                           |  |
| Dinsdag 25 juni 2013, 20:00 uur    | KWS Alken           | 0 - 4 | Sint-Truiden              |  |
|                                    |                     |       |                           |  |
|                                    |                     |       |                           |  |
| Vrijdag 28 juni 2013, 19:30 uur    | Spouwen-Mopertingen | 1 - 2 | Sint-Truiden              |  |
|                                    |                     |       |                           |  |
|                                    |                     |       |                           |  |
| Zaterdag 29 juni 2013, 19:00 uur   | FC Landen           | 0 - 3 | Sint-Truiden              |  |
|                                    |                     |       |                           |  |
|                                    |                     |       |                           |  |
| Woensdag 10 juli 2013, 19:00 uur   | Sint-Truiden        | 1 - 1 | Újpest FC                 |  |
|                                    |                     |       |                           |  |
|                                    |                     |       |                           |  |
| Zaterdag 13 juli 2013, 17:00 uur   | Waasland-Beveren    | 3 - 3 | Sint-Truiden              |  |
|                                    |                     |       |                           |  |
|                                    |                     |       |                           |  |
| Donderdag 18 juli 2013, 17:00 uur  | KFC Duffel          | 2 - 6 | Sint-Truiden              |  |
|                                    |                     |       |                           |  |
|                                    |                     |       |                           |  |
| Zondag 21 juli 2013, 17:00 uur     | Sint-Truiden        | 3 - 1 | Patro Eisden Maasmechelen |  |
|                                    |                     |       |                           |  |
|                                    |                     |       |                           |  |
| Vrijdag 26 juli 2013, 19:00 uur    | MVV Maastricht      | 0 - 0 | Sint-Truiden              |  |
|                                    |                     |       |                           |  |
|                                    |                     |       |                           |  |
| Maandag 6 januari 2014, 19:00 uur  | Sint-Truiden        | 1 - 1 | FC Volendam               |  |
|                                    |                     |       |                           |  |
|                                    |                     |       |                           |  |
| Donderdag 20 maart 2014, 11:00 uur | Standard Luik       | 1 - 1 | Sint-Truiden              |  |
|                                    |                     |       |                           |  |

## Tweede Klasse

#### Wedstrijden
| | |               | | |
| Zaterdag 3 augustus 2013, 20:00 uur | Sint-Truiden | 2 - 1         | RCS Wezet | |
| Stayen, Sint-Truiden Toeschouwers: 5.113 Scheidsrechter: Carlos-Manuel Alho Guerreiro Speeldag 1 Tweede Klasse 2013-14 | Joeri Dequevy 21' Joeri Dequevy 57' Davy Schollen 83'                                                                                     |               | 44' Luigi Vaccaro 54' Daan De Pever 79' Arnaud Biatour 90+2' Daan De Pever                                             | Opstelling Sint-Truiden: Davy Schollen, Naïm Aarab, Ivo Rossen, Yvan Erichot, Dorian Dessoleil, Grégory Dufer, Sascha Kotysch, Guy Dufour, Joeri Dequevy, Rob Schoofs, Lauri Dalla Valle Wissels Sint-Truiden: 64' Rob Schoofs Tortol Lumanza Lembi 82' Joeri Dequevy Dylan Vanwelkenhuysen 85' Lauri Dalla Valle Guillermo Méndez                                            |
| | |               | | |
| Donderdag 11 augustus 2013, 20:00 uur | Excelsior Virton | 0 - 0         | Sint-Truiden | |
| Stade Yvan Georges, Virton Toeschouwers: 2.300 Scheidsrechter: Christophe De Marneffe Speeldag 2 Tweede Klasse 2013-14 | Romain Grévisse 39' |               | 31' Lauri Dalla Valle 44' Rob Schoofs 75' Grégory Dufer 77' Sascha Kotysch                                             | Opstelling Sint-Truiden: Davy Schollen, Naïm Aarab, Dimitri Daeseleire, Ivo Rossen, Dorian Dessoleil, Grégory Dufer, Sascha Kotysch, Guy Dufour, Joeri Dequevy, Edmilson Junior Paulo da Silva, Lauri Dalla Valle Wissels Sint-Truiden: 46' Lauri Dalla Valle Tortol Lumanza Lembi 71' Edmilson Junior Paulo da Silva Rob Schoofs 80' Grégory Dufer Guillermo Méndez          |
| | |               | | |
| Zaterdag 31 augustus 2013, 20:00 uur | Hoogstraten VV | 0 - 2         | Sint-Truiden | |
| Sportcomplex Seminarie, Hoogstraten Toeschouwers: 1.500 Scheidsrechter: Christof Virant Speeldag 3 Tweede Klasse 2013-14 | Roy Van der Linden 23' Nick Van Huffel 55' Bob Swaegers 65' Roel Engelen 76'                                                              |               | 22' Grégory Dufer 65' Dimitri Daeseleire 72' Joeri Dequevy 76' Lauri Dalla Valle 86' Edmilson Junior Paulo da Silva    | Opstelling Sint-Truiden: Laurent Henkinet, Naïm Aarab, Dimitri Daeseleire, Ivo Rossen, Dorian Dessoleil, Grégory Dufer, Sascha Kotysch, Guy Dufour, Joeri Dequevy, Tortol Lumanza Lembi, Dylan Vanwelkenhuysen Wissels Sint-Truiden: 59' Dylan Vanwelkenhuysen Lauri Dalla Valle 70' Dorian Dessoleil Giel Deferm 71' Tortol Lumanza Lembi Edmilson Junior Paulo da Silva     |
| | |               | | |
| Woensdag 4 september 2013, 20:30 uur | KVC Westerlo | 1 - 1         | Sint-Truiden | |
| 't Kuipje, Westerlo Toeschouwers: 3.500 Scheidsrechter: Johan Verbist Speeldag 4 Tweede Klasse 2013-14 | Jaime Alfonso Ruiz 15' Jeffrey Rentmeister 54'                                                                                            |               | 21' Grégory Dufer 26' Grégory Dufer 54' Dimitri Daeseleire 84' Sascha Kotysch                                          | Opstelling Sint-Truiden: Laurent Henkinet, Naïm Aarab, Dimitri Daeseleire, Ivo Rossen, Yvan Erichot, Dorian Dessoleil, Grégory Dufer, Sascha Kotysch, Guy Dufour, Joeri Dequevy, Lauri Dalla Valle Wissels Sint-Truiden: 71' Lauri Dalla Valle Tortol Lumanza Lembi 76' Naïm Aarab Mathias Schils 84' Dorian Dessoleil Giel Deferm                                            |
| | |               | | |
| Zaterdag 7 september 2013, 20:00 uur | Sint-Truiden | 1 - 0         | RWDM Brussels | |
| Stayen, Sint-Truiden Toeschouwers: 5.455 Scheidsrechter: Peter Vervecken Speeldag 5 Tweede Klasse 2013-14 | Tortol Lumanza Lembi 36' Guy Dufour 60' Naïm Aarab 72'                                                                                    |               | 22' Ibrahim Somé 40' Mahamoudou Kéré 50' Ibrahim Somé                                                                  | Opstelling Sint-Truiden: Laurent Henkinet, Giel Deferm, Dimitri Daeseleire, Ivo Rossen, Yvan Erichot, Grégory Dufer, Sascha Kotysch, Guy Dufour, Joeri Dequevy, Tortol Lumanza Lembi, Lauri Dalla Valle Wissels Sint-Truiden: 59' Tortol Lumanza Lembi Naïm Aarab 78' Guy Dufour Rudy Chirishungu 81' Lauri Dalla Valle Mathias Schils                                        |
| | |               | | |
| Woensdag 11 september 2013, 20:30 uur | Sint-Truiden | 2 - 1         | Boussu Dour | |
| Stayen, Sint-Truiden Toeschouwers: 4.562 Scheidsrechter: Christophe Delacour Speeldag 6 Tweede Klasse 2013-14 | Mohammed Aoulad 87' Mohammed Aoulad 90+1'                                                                                                 |               | 34' Paul Niankou 50' Alexandre Laurienté 76' Jean Romaric Kevin Koffi 79' Florent Stevance                             | Opstelling Sint-Truiden: Laurent Henkinet, Giel Deferm, Naïm Aarab, Dimitri Daeseleire, Yvan Erichot, Mathias Schils, Grégory Dufer, Sascha Kotysch, Guy Dufour, Joeri Dequevy, Lauri Dalla Valle Wissels Sint-Truiden: 62' Lauri Dalla Valle Mohammed Aoulad 68' Grégory Dufer Guillermo Méndez 81' Sascha Kotysch Dylan Vanwelkenhuysen                                     |
| | |               | | |
| Zondag 15 september 2013, 18:00 uur | KSV Roeselare | 2 - 2         | Sint-Truiden | |
| Schiervelde, Roeselare Toeschouwers: 1.680 Scheidsrechter: Sébastien Delferière Speeldag 7 Tweede Klasse 2013-14 | Sven De Rechter 14' Bram Vandenbussche 50' Kjetil Borry 79' Anthony Di Lallo 86'                                                          |               | 11' Joeri Dequevy 17' Naïm Aarab 75' Ivo Rossen 77' Lauri Dalla Valle 89' Lauri Dalla Valle                            | Opstelling Sint-Truiden: Laurent Henkinet, Giel Deferm, Naïm Aarab, Dimitri Daeseleire, Ivo Rossen, Yvan Erichot, Mathias Schils, Grégory Dufer, Guy Dufour, Joeri Dequevy, Lauri Dalla Valle Wissels Sint-Truiden: 52' Naïm Aarab Mohammed Aoulad 59' Grégory Dufer Guillermo Méndez 74' Guy Dufour Edmilson Junior Paulo da Silva                                           |
| | |               | | |
| Zondag 22 september 2013, 15:00 uur | Sint-Truiden | 1 - 0         | White Star Brussel | |
| Stayen, Sint-Truiden Toeschouwers: 4.337 Scheidsrechter: Thierry Derycke Speeldag 8 Tweede Klasse 2013-14 | Giel Deferm 25' Guy Dufour 36' Ivo Rossen 79'                                                                                             |               | 40' Hakim El Bounadi 57' Elhadji Ndoye 71' Hemza Mihoubi 83' Redouan Aalhoul                                           | Opstelling Sint-Truiden: Laurent Henkinet, Giel Deferm, Naïm Aarab, Dimitri Daeseleire, Ivo Rossen, Yvan Erichot, Guy Dufour, Joeri Dequevy, Tortol Lumanza Lembi, Mohammed Aoulad, Lauri Dalla Valle Wissels Sint-Truiden: 46' Tortol Lumanza Lembi Grégory Dufer 67' Lauri Dalla Valle Mathias Schils 74' Joeri Dequevy Edmilson Junior Paulo da Silva                      |
| | |               | | |
| Zaterdag 28 september 2013, 19:30 uur | KFC Dessel Sport | 0 - 2         | Sint-Truiden | |
| Armand Melisstadion, Dessel Toeschouwers: 1.500 Scheidsrechter: Jonathan Lardot Speeldag 9 Tweede Klasse 2013-14 | Grégory Willems 40' |               | 7' Grégory Dufer 41' (pen.) Naïm Aarab 51' Giel Deferm 79' Guy Dufour                                                  | Opstelling Sint-Truiden: Laurent Henkinet, Giel Deferm, Naïm Aarab, Dimitri Daeseleire, Ivo Rossen, Yvan Erichot, Grégory Dufer, Guy Dufour, Joeri Dequevy, Mohammed Aoulad, Lauri Dalla Valle Wissels Sint-Truiden: 65' Grégory Dufer Guillermo Méndez 74' Naïm Aarab Dorian Dessoleil 86' Joeri Dequevy Timo Cauwenberg                                                     |
| | |               | | |
| Zondag 6 oktober 2013, 15:00 uur | Sint-Truiden | 1 - 1         | Antwerp FC | |
| Stayen, Sint-Truiden Toeschouwers: 8.276 Scheidsrechter: Christof Virant Speeldag 10 Tweede Klasse 2013-14 | Guy Dufour 45+1' Guillermo Méndez 78' |               | 28' Emrullah Güvenç 33' Sandro Calabro 67' Salomon Nirisarike                                                          | Opstelling Sint-Truiden: Laurent Henkinet, Giel Deferm, Naïm Aarab, Dimitri Daeseleire, Ivo Rossen, Yvan Erichot, Grégory Dufer, Guy Dufour, Joeri Dequevy, Mohammed Aoulad, Lauri Dalla Valle Wissels Sint-Truiden: 61' Lauri Dalla Valle Guillermo Méndez 61' Grégory Dufer Tortol Lumanza Lembi                                                                            |
| | |               | | |
| Zondag 13 oktober 2013, 15:00 uur | Eendracht Aalst | 1 - 1         | Sint-Truiden | |
| Pierre Cornelisstadion, Aalst Toeschouwers: 2.500 Scheidsrechter: Stephane Gleton Speeldag 11 Tweede Klasse 2013-14 | Wesley Vanbelle (pen.) 5' Wesley Vanbelle 76'                                                                                             |               | 7' Grégory Dufer | Opstelling Sint-Truiden: Lennart Ghijsens, Giel Deferm, Naïm Aarab, Dimitri Daeseleire, Ivo Rossen, Yvan Erichot, Mathias Schils, Grégory Dufer, Joeri Dequevy, Guillermo Méndez, Mohammed Aoulad Wissels Sint-Truiden: 46' Mathias Schils Guy Dufour 60' Guillermo Méndez Tortol Lumanza Lembi 77' Grégory Dufer Edmilson Junior Paulo da Silva                              |
| | |               | | |
| Zaterdag 19 oktober 2013, 20:00 uur | Sint-Truiden | 2 - 1         | KSK Heist | |
| Stayen, Sint-Truiden Toeschouwers: 4.743 Scheidsrechter: Christof Dierick Speeldag 12 Tweede Klasse 2013-14 | Joeri Dequevy 16' Mohammed Aoulad 36' Gonzalo Busto 66' Ivo Rossen 66' Yvan Erichot 77'                                                   |               | 25' Bart Van Den Broeck 45+3' (pen.) Bart Webers 76' Jeroen Vanderputte                                                | Opstelling Sint-Truiden: Davy Schollen, Giel Deferm, Dimitri Daeseleire, Ivo Rossen, Yvan Erichot, Dorian Dessoleil, Grégory Dufer, Guy Dufour, Joeri Dequevy, Mohammed Aoulad, Lauri Dalla Valle Wissels Sint-Truiden: 46' Guy Dufour Naïm Aarab 61' Lauri Dalla Valle Gonzalo Busto 78' Grégory Dufer Mathias Schils                                                        |
| | |               | | |
| Zaterdag 26 oktober 2013, 20:00 uur | AS Verbroedering Geel | 1 - 0         | Sint-Truiden | |
| Leunenstadion, Geel Toeschouwers: 3.000 Scheidsrechter: Carlos-Manuel Alho Guerreiro Speeldag 13 Tweede Klasse 2013-14 | Jo Christiaens 66' Kenneth Kerckhofs 81' Arne Hoefnagels 83'                                                                              |               | 47' Lauri Dalla Valle                                                                                                  | Opstelling Sint-Truiden: Davy Schollen, Giel Deferm, Naïm Aarab, Dimitri Daeseleire, Ivo Rossen, Dorian Dessoleil, Grégory Dufer, Guy Dufour, Joeri Dequevy, Mohammed Aoulad, Lauri Dalla Valle Wissels Sint-Truiden: 57' Grégory Dufer Tortol Lumanza Lembi 63' Lauri Dalla Valle Edmilson Junior Paulo da Silva 78' Dimitri Daeseleire Gonzalo Busto                        |
| | |               | | |
| Vrijdag 1 november 2013, 20:30 uur | Sint-Truiden | 2 - 1         | Moeskroen | |
| Stayen, Sint-Truiden Toeschouwers: 5.879 Scheidsrechter: Joeri Van de Velde Speeldag 14 Tweede Klasse 2013-14 | Guillermo Méndez 8' Grégory Dufer 15' |               | 18' Seïd Khiter 41' Anthony Bova 48' Stéphane Pichot 52' Benjamin Delacourt                                            | Opstelling Sint-Truiden: Davy Schollen, Giel Deferm, Naïm Aarab, Dimitri Daeseleire, Yvan Erichot, Dorian Dessoleil, Grégory Dufer, Guy Dufour, Joeri Dequevy, Guillermo Méndez, Mohammed Aoulad Wissels Sint-Truiden: 63' Guillermo Méndez Tortol Lumanza Lembi 78' Grégory Dufer Edmilson Junior Paulo da Silva 85' Joeri Dequevy Ivo Rossen                                |
| | |               | | |
| Vrijdag 8 november 2013, 20:30 uur | KAS Eupen | 1 - 2         | Sint-Truiden | |
| Kehrwegstadion, Eupen Toeschouwers: 5.000 Scheidsrechter: Jérôme Efong Nzolo Speeldag 15 Tweede Klasse 2013-14 | Nils Schouterden 17' Clinton Mata Pedro Lourenço 80'                                                                                      |               | 15' Guy Dufour 45' Guy Dufour 68' Grégory Dufer 76' Yvan Erichot                                                       | Opstelling Sint-Truiden: Davy Schollen, Giel Deferm, Naïm Aarab, Dimitri Daeseleire, Yvan Erichot, Dorian Dessoleil, Grégory Dufer, Guy Dufour, Joeri Dequevy, Guillermo Méndez, Mohammed Aoulad Wissels Sint-Truiden: 57' Guillermo Méndez Lauri Dalla Valle 75' Mohammed Aoulad Ivo Rossen 78' Yvan Erichot Mathias Schils                                                  |
| | |               | | |
| Zaterdag 16 november 2013, 20:00 uur | Sint-Truiden | 3 - 2         | AFC Tubeke | |
| Stayen, Sint-Truiden Toeschouwers: 5.000 Scheidsrechter: Chris Reisch (Luxemburg) Speeldag 16 Tweede Klasse 2013-14 | Edmilson Junior Paulo da Silva 34' Naïm Aarab 37' Naïm Aarab 59' Dimitri Daeseleire 72' Tortol Lumanza Lembi 73' Tortol Lumanza Lembi 78' |               | 14' Leandro Bailly 40' Jonathan Heris 87' Sofiane Kheyari                                                              | Opstelling Sint-Truiden: Davy Schollen, Giel Deferm, Naïm Aarab, Dimitri Daeseleire, Ivo Rossen, Yvan Erichot, Dorian Dessoleil, Joeri Dequevy, Tortol Lumanza Lembi, Mohammed Aoulad, Edmilson Junior Paulo da Silva Wissels Sint-Truiden: 45' Ivo Rossen Mathias Schils 62' Edmilson Junior Paulo da Silva Lauri Dalla Valle 66' Naïm Aarab Grégory Dufer                   |
| | |               | | |
| Zondag 24 november 2013, 15:00 uur | Lommel United | 1 - 0         | Sint-Truiden | |
| Soevereinstadion, Lommel Toeschouwers: 3.500 Scheidsrechter: Bart Vertenten Speeldag 17 Tweede Klasse 2013-14 | Wouter Scheelen 16' Ken Debauve 40' |               | 22' Edmilson Junior Paulo da Silva 30' Naïm Aarab 40' Grégory Dufer 70' Yvan Erichot 90' Guillermo Méndez              | Opstelling Sint-Truiden: Davy Schollen, Giel Deferm, Naïm Aarab, Dimitri Daeseleire, Yvan Erichot, Dorian Dessoleil, Grégory Dufer, Guy Dufour, Joeri Dequevy, Mohammed Aoulad, Edmilson Junior Paulo da Silva Wissels Sint-Truiden: 46' Edmilson Junior Paulo da Silva Lauri Dalla Valle 66' Guy Dufour Guillermo Méndez 86' Grégory Dufer Rob Schoofs                       |
| | |               | | |
| Zondag 1 december 2013, 15:00 uur | RCS Wezet | 1 - 0         | Sint-Truiden | |
| Stade de la Cité de l'Oie, Wezet Toeschouwers: 750 Scheidsrechter: Nathan Verboomen Speeldag 18 Tweede Klasse 2013-14 | Daan De Pever 19' Faycal Hrerras 32' Pierre Laloux 62' Kevin Etien 64' Reda Jaadi 88'                                                     |               | | Opstelling Sint-Truiden: Davy Schollen, Giel Deferm, Yvan Erichot, Dorian Dessoleil, Mathias Schils, Iván Bulos, Guy Dufour, Joeri Dequevy, Tortol Lumanza Lembi, Rob Schoofs, Mohammed Aoulad Wissels Sint-Truiden: 61' Mohammed Aoulad Edmilson Junior Paulo da Silva 69' Joeri Dequevy Guillermo Méndez 76' Iván Bulos Dimitri Daeseleire                                  |
| | |               | | |
| Vrijdag 6 december 2013, 20:30 uur | Sint-Truiden | 2 - 5         | Excelsior Virton | |
| Stayen, Sint-Truiden Toeschouwers: 4.800 Scheidsrechter: Martin van den Kerkhof (Nederland) Speeldag 19 Tweede Klasse 2013-14 | Mathias Schils 10' Grégory Dufer (pen.) 15' Dorian Dessoleil 31' Dimitri Daeseleire 44' Giel Deferm 48' Rob Schoofs 88'                   |               | 32' (pen.) Grégory Molnar 45' Yohan Croizet 57' Grégory Molnar 72' Grégory Molnar 84' Grégory Molnar 86' Gary Raboteur | Opstelling Sint-Truiden: Laurent Henkinet, Giel Deferm, Dimitri Daeseleire, Dorian Dessoleil, Mathias Schils, Grégory Dufer, Sascha Kotysch, Guy Dufour, Tortol Lumanza Lembi, Rob Schoofs, Edmilson Junior Paulo da Silva Wissels Sint-Truiden: 46' Edmilson Junior Paulo da Silva Joeri Dequevy 46' Tortol Lumanza Lembi Mohammed Aoulad 61' Giel Deferm Naïm Aarab         |
| | |               | | |
| Zaterdag 14 december 2013, 20:00 uur | Sint-Truiden | 3 - 0         | Hoogstraten VV | |
| Stayen, Sint-Truiden Toeschouwers: 4.263 Scheidsrechter: Frederik Geldhof Speeldag 20 Tweede Klasse 2013-14 | Rob Schoofs 9' Mohammed Aoulad 53' Naïm Aarab 64' Joeri Dequevy 84'                                                                       |               | | Opstelling Sint-Truiden: Davy Schollen, Giel Deferm, Naïm Aarab, Dimitri Daeseleire, Dorian Dessoleil, Sascha Kotysch, Guy Dufour, Joeri Dequevy, Rob Schoofs, Mohammed Aoulad, Lauri Dalla Valle Wissels Sint-Truiden: 74' Lauri Dalla Valle Tortol Lumanza Lembi 86' Mohammed Aoulad Mehdi Lazaar                                                                           |
| | |               | | |
| Zondag 12 januari 2014, 15:00 uur | RWDM Brussels | 1 - 0         | Sint-Truiden | |
| Edmond Machtensstadion, Sint-Jans-Molenbeek Toeschouwers: 1.000 Scheidsrechter: Istvan Lagaert Speeldag 21 Tweede Klasse 2013-14 | Sami Lkoutbi 82' Geoffrey Cabeke 84' Frédéric Gounongbe (pen.) 88'                                                                        |               | 73' Yvan Erichot 87' Sascha Kotysch                                                                                    | Opstelling Sint-Truiden: Davy Schollen, Giel Deferm, Ivo Rossen, Alessandro Iandoli, Yvan Erichot, Grégory Dufer, Sascha Kotysch, Joeri Dequevy, Rob Schoofs, Mohammed Aoulad, Edmilson Junior Paulo da Silva Wissels Sint-Truiden: 46' Grégory Dufer Tortol Lumanza Lembi 69' Ivo Rossen Guy Dufour 77' Edmilson Junior Paulo da Silva Lauri Dalla Valle                     |
| | |               | | |
| Zondag 19 januari 2014, 15:00 uur | Sint-Truiden | 3 - 2         | KVC Westerlo | |
| Stayen, Sint-Truiden Toeschouwers: 5.400 Scheidsrechter: Alexandre Boucaut Speeldag 22 Tweede Klasse 2013-14 | Rob Schoofs 21' Joeri Dequevy 48' Sascha Kotysch 53' Mohammed Aoulad 80' Grégory Dufer 83'                                                |               | 18' Laurens Paulussen 26' Kevin Geudens 54' (pen.) Laurens Paulussen 57' Raphaël Lecomte                               | Opstelling Sint-Truiden: Davy Schollen, Dimitri Daeseleire, Alessandro Iandoli, Yvan Erichot, Mathias Schils, Grégory Dufer, Sascha Kotysch, Joeri Dequevy, Rob Schoofs, Ibrahim Somé, Mohammed Aoulad Wissels Sint-Truiden: 71' Mathias Schils Guy Dufour 71' Joeri Dequevy Edmilson Junior Paulo da Silva 82' Ibrahim Somé Lauri Dalla Valle                                |
| | |               | | |
| Vrijdag 24 januari 2014, 20:30 uur | Boussu Dour | 1 - 2         | Sint-Truiden | |
| Stade Robert Urbain, Boussu Toeschouwers: 1.000 Scheidsrechter: Claude Bourdouxhe Speeldag 23 Tweede Klasse 2013-14 | Alexandre Laurienté 24' Florent Stevance 66'                                                                                              |               | 27' Grégory Dufer 52' Ibrahim Somé 56' Ibrahim Somé 86' Yvan Erichot                                                   | Opstelling Sint-Truiden: Davy Schollen, Dimitri Daeseleire, Alessandro Iandoli, Yvan Erichot, Mathias Schils, Grégory Dufer, Sascha Kotysch, Joeri Dequevy, Rob Schoofs, Ibrahim Somé, Mohammed Aoulad Wissels Sint-Truiden: 46' Mathias Schils Guy Dufour 67' Obrahim Somé Lauri Dalla Valle 84' Joeri Dequevy Tortol Lumanza Lembi                                          |
| | |               | | |
| Zaterdag 1 februari 2014, 20:00 uur | Sint-Truiden | 1 - 1         | KSV Roeselare | |
| Stayen, Sint-Truiden Toeschouwers: 5.686 Scheidsrechter: Christophe Delacour Speeldag 24 Tweede Klasse 2013-14 | Mohammed Aoulad 61' Edmilson Junior Paulo da Silva 82' Edmilson Junior Paulo da Silva 88'                                                 |               | 30' Anthony Di Lallo 49' Carlo Damman 71' Kjetil Borry 89' Dieter Van Tornhout                                         | Opstelling Sint-Truiden: Davy Schollen, Dimitri Daeseleire, Alessandro Iandoli, Yvan Erichot, Mathias Schils, Grégory Dufer, Sascha Kotysch, Joeri Dequevy, Rob Schoofs, Ibrahim Somé, Mohammed Aoulad Wissels Sint-Truiden: 24' Dimitri Daeseleire Giel Deferm 72' Grégory Dufer Edmilson Junior Paulo da Silva 79' Davy Schollen Anthony Moris                              |
| | |               | | |
| Zondag 9 februari 2014, 15:00 uur | White Star Brussel | 0 - 1         | Sint-Truiden | |
| Fallonstadion, Sint-Lambrechts-Woluwe Toeschouwers: 1.100 Scheidsrechter: Johan Verbist Speeldag 25 Tweede Klasse 2013-14 | Hemza Mihoubi 79' Mehdi Courgnaud 82' Mansour Diop 89'                                                                                    |               | 16' Lauri Dalla Valle 78' Ibrahim Somé 81' Mehdi Lazaar                                                                | Opstelling Sint-Truiden: Davy Schollen, Giel Deferm, Alessandro Iandoli, Yvan Erichot, Mathias Schils, Sascha Kotysch, Tortol Lumanza Lembi, Rob Schoofs, Ibrahim Somé, Mohammed Aoulad, Lauri Dalla Valle Wissels Sint-Truiden: 21' Lauri Dalla Valle Mehdi Lazaar 69' Tortol Lumanza Lembi Naïm Aarab 86' Mehdi Lazaar Dorian Dessoleil                                     |
| | |               | | |
| Zaterdag 15 februari 2014, 20:00 uur | Sint-Truiden | 1 - 0         | KFC Dessel Sport | |
| Stayen, Sint-Truiden Toeschouwers: 6.330 Scheidsrechter: Denis Vanbecelaere Speeldag 26 Tweede Klasse 2013-14 | Joeri Dequevy 20' Sascha Kotysch 69' |               | 36' Wouter Vosters 69' Ivan Mateso-Liongola 75' Kevin Tapoko                                                           | Opstelling Sint-Truiden: Anthony Moris, Giel Deferm, Alessandro Iandoli, Yvan Erichot, Mathias Schils, Grégory Dufer, Sascha Kotysch, Joeri Dequevy, Tortol Lumanza Lembi, Rob Schoofs, Mohammed Aoulad Wissels Sint-Truiden: 60' Edmilson Junior Paulo da Silva Tortol Lumanza Lembi 72' Grégory Dufer Mehdi Lazaar 87' Joeri Dequevy Erivelton Paulo da Silva               |
| | |               | | |
| Zaterdag 1 maart 2014, 20:00 uur | Antwerp FC | 0 - 5 forfait | Sint-Truiden | |
| Bosuilstadion, Antwerpen Toeschouwers: 3.000 Scheidsrechter: Jonathan Lardot Speeldag 27 Tweede Klasse 2013-14 Opmerking: de wedstrijd werd na 24 minuten stilgelegd nadat supporters van Antwerp FC het veld bestormden en vuurpijlen afschoten. | Jannes Vansteenkiste 20' |               | 11' (pen.) Grégory Dufer                                                                                               | Opstelling Sint-Truiden: Davy Schollen, Giel Deferm, Alessandro Iandoli, Yvan Erichot, Mathias Schils, Grégory Dufer, Sascha Kotysch, Joeri Dequevy, Ibrahim Somé, Rob Schoofs, Mohammed Aoulad Wissels Sint-Truiden: |
| | |               | | |
| Zaterdag 8 maart 2014, 20:00 uur | Sint-Truiden | 2 - 0         | Eendracht Aalst | |
| Stayen, Sint-Truiden Toeschouwers: 5.349 Scheidsrechter: Stijn De Roover Speeldag 28 Tweede Klasse 2013-14 | Yvan Erichot 16' Alessandro Iandoli 31' Mathias Schils 42' Mathias Schils 58' Mohammed Aoulad 76'                                         |               | 80' Kevin Janssens | Opstelling Sint-Truiden: Davy Schollen, Dimitri Daeseleire, Alessandro Iandoli, Yvan Erichot, Mathias Schils, Grégory Dufer, Sascha Kotysch, Joeri Dequevy, Rob Schoofs, Ibrahim Somé, Mohammed Aoulad Wissels Sint-Truiden: 65' Rob Schoofs Naïm Aarab 72' Ibrahim Somé Tortol Lumanza Lembi 81' Mohammed Aoulad Edmilson Junior Paulo da Silva                              |
| | |               | | |
| Zaterdag 15 maart 2014, 20:00 uur | KSK Heist | 0 - 2         | Sint-Truiden | |
| Gemeentelijk Sportcentrum, Heist-op-den-Berg Toeschouwers: 870 Scheidsrechter: Carlos-Manuel Alho Guerreiro Speeldag 29 Tweede Klasse 2013-14 | Jonas Vandermarliere 20' Cédric Buekers 58' Matthias Pittoors 72' Bryan van den Bogaert 82'                                               |               | 31' Mohammed Aoulad 43' Mohammed Aoulad 54' (pen.) Grégory Dufer 75' Ibrahim Somé 76' Yvan Erichot                     | Opstelling Sint-Truiden: Davy Schollen, Dimitri Daeseleire, Alessandro Iandoli, Yvan Erichot, Mathias Schils, Grégory Dufer, Sascha Kotysch, Joeri Dequevy, Rob Schoofs, Ibrahim Somé, Mohammed Aoulad Wissels Sint-Truiden: 56' Rob Schoofs Naïm Aarab 69' Grégory Dufer Edmilson Junior Paulo da Silva 78' Sascha Kotysch Dorian Dessoleil                                  |
| | |               | | |
| Zaterdag 29 maart 2014, 20:00 uur | Sint-Truiden | 2 - 0         | AS Verbroedering Geel                                                                                                  | |
| Stayen, Sint-Truiden Toeschouwers: 6.850 Scheidsrechter: Siemen Mulder (Nederland) Speeldag 30 Tweede Klasse 2013-14 | Dorian Dessoleil 47' Alessandro Iandoli 75' Mohammed Aoulad 90+3'                                                                         |               | | Opstelling Sint-Truiden: Davy Schollen, Dimitri Daeseleire, Alessandro Iandoli, Dorian Dessoleil, Mathias Schils, Sascha Kotysch, Joeri Dequevy, Rob Schoofs, Edmilson Junior Paulo da Silva, Mohammed Aoulad, Lauri Dalla Valle Wissels Sint-Truiden: 46' Edmilson Junior Paulo da Silva Grégory Dufer 46' Lauri Dalla Valle Tortol Lumanza Lembi 74' Rob Schoofs Guy Dufour |
| | |               | | |
| Zaterdag 5 april 2014, 20:00 uur | Moeskroen | 1 - 1         | Sint-Truiden | |
| Le Canonnier, Moeskroen Toeschouwers: 4.800 Scheidsrechter: Erik Lambrechts Speeldag 31 Tweede Klasse 2013-14 | Benjamin Delacourt 37' Harlem Gnohéré 51' Sébastien Pennacchio 81'                                                                        |               | 30' Dimitri Daeseleire 58' Rob Schoofs                                                                                 | Opstelling Sint-Truiden: Davy Schollen, Dimitri Daeseleire, Alessandro Iandoli, Yvan Erichot, Mathias Schils, Grégory Dufer, Sascha Kotysch, Joeri Dequevy, Tortol Lumanza Lembi, Rob Schoofs, Mohammed Aoulad Wissels Sint-Truiden: 45' Dorian Dessoleil Yvan Erichot 58' Tortol Lumanza Lembi Naïm Aarab 76' Rob Schoofs Edmilson Junior Paulo da Silva                     |
| | |               | | |
| Zaterdag 12 april 2014, 20:00 uur | Sint-Truiden | 0 - 3         | KAS Eupen | |
| Stayen, Sint-Truiden Toeschouwers: 7.735 Scheidsrechter: Sam Loeman Speeldag 32 Tweede Klasse 2013-14 | Sascha Kotysch 31' Mathias Schils 41' Edmilson Junior Paulo da Silva 70'                                                                  |               | 10' Juan Cruz Ochoa 14' Florian Taulemesse 45' Nils Schouterden 73' Samba N'Diaye 81' Clinton Mata Pedro Lourenço      | Opstelling Sint-Truiden: Davy Schollen, Giel Deferm, Alessandro Iandoli, Dorian Dessoleil, Mathias Schils, Grégory Dufer, Sascha Kotysch, Joeri Dequevy, Tortol Lumanza Lembi, Rob Schoofs, Mohammed Aoulad Wissels Sint-Truiden: 46' Joeri Dequevy Edmilson Junior Paulo da Silva 65' Tortol Lumanza Lembi Mehdi Lazaar 77' Giel Deferm Naïm Aarab                           |
| | |               | | |
| Zondag 20 april 2014, 15:00 uur | AFC Tubeke | 0 - 1         | Sint-Truiden | |
| Stade Leburton, Tubeke Toeschouwers: 850 Scheidsrechter: Lawrence Visser Speeldag 33 Tweede Klasse 2013-14 | Grégoire Neels 84' |               | 61' Mathias Schils 86' Mathias Schils                                                                                  | Opstelling Sint-Truiden: Anthony Moris, Giel Deferm, Naïm Aarab, Alessandro Iandoli, Dorian Dessoleil, Mathias Schils, Grégory Dufer, Guy Dufour, Joeri Dequevy, Tortol Lumanza Lembi, Mohammed Aoulad Wissels Sint-Truiden: 77' Mohammed Aoulad Erivelton Paulo da Silva 82' Tortol Lumanza Lembi Mehdi Lazaar 87' Grégory Dufer Matthias Odeurs                             |
| | |               | | |
| Zondag 27 april 2014, 15:00 uur | Sint-Truiden | 1 - 2         | Lommel United | |
| Stayen, Sint-Truiden Toeschouwers: 7.500 Scheidsrechter: Alexandre Boucaut Speeldag 34 Tweede Klasse 2013-14 | Mohammed Aoulad 81' |               | 11' Thomas Jutten 13' Jentl Gaethofs 55' (own) Glenn Neven 68' Johanna Omolo 85' Siegerd Degeling                      | Opstelling Sint-Truiden: Anthony Moris, Giel Deferm, Naïm Aarab, Dimitri Daeseleire, Dorian Dessoleil, Grégory Dufer, Sascha Kotysch, Guy Dufour, Tortol Lumanza Lembi, Rob Schoofs, Edmilson Junior Paulo da Silva Wissels Sint-Truiden: 46' Dorian Dessoleil Mathias Schils 61' Edmilson Junior Paulo da Silva Ibrahim Somé 75' Tortol Lumanza Lembi Mohammed Aoulad        |

#### Resultaten per speeldag
| Speeldag  | 1 | 2 | 3 | 4 | 5  | 6  | 7  | 8  | 9  | 10 | 11 | 12 | 13 | 14 | 15 | 16 | 17 | 18 | 19 | 20 | 21 | 22 | 23 | 24 | 25 | 26 | 27 | 28 | 29 | 30 | 31 | 32 | 33 | 34 |
| --------- | - | - | - | - | -- | -- | -- | -- | -- | -- | -- | -- | -- | -- | -- | -- | -- | -- | -- | -- | -- | -- | -- | -- | -- | -- | -- | -- | -- | -- | -- | -- | -- | -- |
| Resultaat | w | g | w | g | w  | w  | g  | w  | w  | g  | g  | w  | v  | w  | w  | w  | v  | v  | v  | w  | v  | w  | w  | g  | w  | w  | w  | w  | w  | w  | g  | v  | w  | v  |
| Punten    | 3 | 4 | 7 | 8 | 11 | 14 | 15 | 18 | 21 | 22 | 23 | 26 | 26 | 29 | 32 | 35 | 35 | 35 | 35 | 38 | 38 | 41 | 44 | 45 | 48 | 51 | 54 | 57 | 60 | 63 | 64 | 64 | 67 | 67 |
| Positie   | 5 | 6 | 4 | 7 | 6  | 3  | 3  | 3  | 3  | 4  | 5  | 4  | 4  | 4  | 4  | 3  | 3  | 4  | 4  | 4  | 4  | 4  | 4  | 4  | 4  | 4  | 4  | 3  | 3  | 3  | 3  | 4  | 3  | 3  |

#### Eindstand
| Pl. | Club                  | Gesp. | W  | G  | V  | GV | GT | Ptn. | Kwalificatie of degradatie   |
| --- | --------------------- | ----- | -- | -- | -- | -- | -- | ---- | ---------------------------- |
| 1   | KVC Westerlo          | 34    | 24 | 6  | 4  | 67 | 23 | 78   | Promotie naar Eerste Klasse  |
| 2   | KAS Eupen             | 34    | 22 | 8  | 4  | 75 | 27 | 74   | Eindronde voor promotie      |
| 3   | Sint-Truiden          | 34    | 20 | 7  | 7  | 51 | 31 | 67   | Eindronde voor promotie      |
| 4   | Moeskroen             | 34    | 20 | 6  | 8  | 53 | 27 | 66   | Eindronde voor promotie      |
| 5   | Lommel United         | 34    | 16 | 11 | 7  | 56 | 34 | 59   |                              |
| 6   | AFC Tubeke            | 34    | 15 | 9  | 10 | 59 | 45 | 54   |                              |
| 7   | Antwerp FC            | 34    | 13 | 10 | 11 | 47 | 35 | 49   |                              |
| 8   | RWDM Brussels         | 34    | 12 | 9  | 13 | 38 | 41 | 45   | Degradatie naar Derde Klasse |
| 9   | Boussu Dour           | 34    | 12 | 9  | 13 | 45 | 51 | 45   |                              |
| 10  | AS Verbroedering Geel | 34    | 11 | 10 | 13 | 45 | 49 | 43   |                              |
| 11  | Eendracht Aalst       | 34    | 11 | 9  | 14 | 37 | 49 | 42   |                              |
| 12  | Excelsior Virton      | 34    | 10 | 8  | 16 | 47 | 48 | 38   |                              |
| 13  | White Star Brussel    | 34    | 10 | 10 | 14 | 37 | 38 | 40   |                              |
| 14  | KFC Dessel Sport      | 34    | 10 | 5  | 19 | 37 | 60 | 35   |                              |
| 15  | KSV Roeselare         | 34    | 8  | 11 | 15 | 41 | 62 | 35   |                              |
| 16  | KSK Heist             | 34    | 7  | 10 | 17 | 38 | 74 | 31   |                              |
| 17  | Hoogstraten VV        | 34    | 7  | 7  | 20 | 33 | 61 | 28   | Eindronde voor degradatie    |
| 18  | RCS Wezet             | 34    | 2  | 7  | 25 | 26 | 27 | 13   | Degradatie naar Derde Klasse |

## Eindronde

#### Wedstrijden
|                                                                                                   | |       | | |
| Zondag 4 mei 2014, 15:00 uur                                                                      | Sint-Truiden | 2 - 3 | KAS Eupen | |
| Stayen, Sint-Truiden Toeschouwers: 5.623 Scheidsrechter: Laurent Colemonts Speeldag 1 Eindronde   | Rob Schoofs 4' Dimitri Daeseleire 15' Sascha Kotysch 44' Yvan Erichot 90+3'                                                |       | 11' Nils Schouterden 29' Michael Lallemand 35' Samuel Asamoah 44' Sergio Rodríguez García 88' Samba N'Diaye 89' Raoul Prisse Kenne                                       | Opstelling Sint-Truiden: Anthony Moris, Naïm Aarab, Dimitri Daeseleire, Alessandro Iandoli, Dorian Dessoleil, Mathias Schils, Grégory Dufer, Sascha Kotysch, Joeri Dequevy, Rob Schoofs, Mohammed Aoulad Wissels Sint-Truiden: 61' Dorian Dessoleil Yvan Erichot 64' Mohammed Aoulad Ibrahim Somé 75' Dimitri Daeseleire Giel Deferm                                     |
|                                                                                                   | |       | | |
| Donderdag 8 mei 2014, 20:30 uur                                                                   | Moeskroen | 2 - 1 | Sint-Truiden | |
| Le Canonnier, Moeskroen Toeschouwers: 1.800 Scheidsrechter: Peter Vervecken Speeldag 2 Eindronde  | Julian Michel 41' Nicolas Perez 51' Yohan Brouckaert 89'                                                                   |       | 24' Rob Schoofs 31' Rob Schoofs 41' Dimitri Daeseleire 44' Giel Deferm                                                                                                   | Opstelling Sint-Truiden: Anthony Moris, Giel Deferm, Naïm Aarab, Dimitri Daeseleire, Yvan Erichot, Mathias Schils, Grégory Dufer, Joeri Dequevy, Tortol Lumanza Lembi, Rob Schoofs, Mehdi Lazaar Wissels Sint-Truiden: 61' Tortol Lumanza Lembi Ibrahim Somé 69' Mehdi Lazaar Edmilson Junior Paulo da Silva 80' Grégory Dufer Mohammed Aoulad                           |
|                                                                                                   | |       | | |
| Zondag 11 mei 2014, 15:00 uur                                                                     | Oud-Heverlee Leuven | 0 - 1 | Sint-Truiden | |
| Den Dreef, Leuven Toeschouwers: 7.000 Scheidsrechter: Sam Loeman Speeldag 3 Eindronde             | Ovidy Karuru 54' Kenny Thompson 59' Bjorn Ruytinx 63'                                                                      |       | 31' Naïm Aarab 74' Mathias Schils 88' Alessandro Iandoli 90+3' Lauri Dalla Valle                                                                                         | Opstelling Sint-Truiden: Anthony Moris, Naïm Aarab, Dimitri Daeseleire, Alessandro Iandoli, Mathias Schils, Sascha Kotysch, Rob Schoofs, Edmilson Junior Paulo da Silva, Ibrahim Somé, Mohammed Aoulad, Mehdi Lazaar Wissels Sint-Truiden: 63' Mehdi Lazaar Tortol Lumanza Lembi 78' Ibrahim Somé Lauri Dalla Valle 83' Edmilson Junior Paulo da Silva Iebe Swers        |
|                                                                                                   | |       | | |
| Donderdag 15 mei 2014, 20:30 uur                                                                  | Sint-Truiden | 2 - 1 | Oud-Heverlee Leuven | |
| Stayen, Sint-Truiden Toeschouwers: 6.500 Scheidsrechter: Christof Dierick Speeldag 4 Eindronde    | Mohammed Aoulad 25' Mohammed Aoulad (pen.) 34' Mathias Schils 36' Mathias Schils 53' Mohammed Aoulad 64' Anthony Moris 78' |       | 6' Ivan Bandalovski 21' Kenny Thompson 34' Kenny Thompson 77' (pen.) Mohamed Messoudi 81' Robson Severino da Silva                                                       | Opstelling Sint-Truiden: Anthony Moris, Naïm Aarab, Dimitri Daeseleire, Alessandro Iandoli, Mathias Schils, Sascha Kotysch, Tortol Lumanza Lembi, Rob Schoofs, Edmilson Junior Paulo da Silva, Ibrahim Somé, Mohammed Aoulad Wissels Sint-Truiden: 70' Edmilson Junior Paulo da Silva Giel Deferm 76' Tortol Lumanza Lembi Iebe Swers 87' Ibrahim Somé Lauri Dalla Valle |
|                                                                                                   | |       | | |
| Zondag 18 mei 2014, 15:00 uur                                                                     | KAS Eupen | 2 - 2 | Sint-Truiden | |
| Kehrwegstadion, Eupen Toeschouwers: 5.000 Scheidsrechter: Nicolas Laforge Speeldag 5 Eindronde    | Anthony Bassey 18' Jonathan D'Ostilio 36' Diawandou Diagne 42' Sergio Rodríguez García 73' Nils Schouterden 78'            |       | 16' Rob Schoofs 23' Ibrahim Somé 50' (pen.) Mohammed Aoulad 72' Ibrahim Somé 90+2' Iebe Swers                                                                            | Opstelling Sint-Truiden: Anthony Moris, Giel Deferm, Naïm Aarab, Dimitri Daeseleire, Alessandro Iandoli, Sascha Kotysch, Tortol Lumanza Lembi, Rob Schoofs, Edmilson Junior Paulo da Silva, Ibrahim Somé, Mohammed Aoulad Wissels Sint-Truiden: 46' Tortol Lumanza Lembi Joeri Dequevy 64' Giel Deferm Mehdi Lazaar 86' Mohammed Aoulad Iebe Swers                       |
|                                                                                                   | |       | | |
| Donderdag 22 mei 2014, 20:30 uur                                                                  | Sint-Truiden | 2 - 4 | Moeskroen | |
| Stayen, Sint-Truiden Toeschouwers: 10.317 Scheidsrechter: Joeri Van de Velde Speeldag 6 Eindronde | Mohammed Aoulad (pen.) 34' Mohammed Aoulad 43' Mohammed Aoulad (pen.) 87'                                                  |       | 38' Abdoulaye Diaby 51' Nicolas Perez 65' Sébastien Pennacchio 71' Stéphane Pichot 73' Kevin Vandendriessche 83' Anice Badri 89' Alexandre Oukidja 90+3' Abdoulaye Diaby | Opstelling Sint-Truiden: Davy Schollen, Giel Deferm, Naïm Aarab, Dimitri Daeseleire, Alessandro Iandoli, Mathias Schils, Sascha Kotysch, Tortol Lumanza Lembi, Edmilson Junior Paulo da Silva, Ibrahim Somé, Mohammed Aoulad Wissels Sint-Truiden: 67' Giel Deferm Grégory Dufer 76' Tortol Lumanza Lembi Mehdi Lazaar 81' Dimitri Daeseleire Iebe Swers                 |

#### Resultaten per speeldag
| Speeldag  | 1 | 2 | 3 | 4 | 5 | 6 |
| --------- | - | - | - | - | - | - |
| Resultaat | v | v | w | w | g | v |
| Punten    | 0 | 0 | 3 | 6 | 7 | 7 |
| Positie   | 4 | 4 | 4 | 2 | 3 | 3 |

#### Eindstand
| Pl. | Club                | Gesp. | W | G | V | GV | GT | Ptn. | Kwalificatie of degradatie  |
| --- | ------------------- | ----- | - | - | - | -- | -- | ---- | --------------------------- |
| 1   | Moeskroen           | 6     | 3 | 2 | 1 | 9  | 6  | 11   | Promotie naar Eerste Klasse |
| 2   | KAS Eupen           | 6     | 2 | 2 | 2 | 9  | 11 | 8    |                             |
| 3   | Sint-Truiden        | 6     | 2 | 1 | 3 | 10 | 12 | 7    |                             |
| 4   | Oud-Heverlee Leuven | 6     | 2 | 1 | 3 | 6  | 5  | 7    |                             |

## Beker van België
| |                                                                                                |       |                                                                                     | |
| Zondag 18 augustus 2013, 16:00 uur                                                                       | Sint-Truiden                                                                                   | 1 - 2 | KESK Leopoldsburg                                                                   | |
| Stayen, Sint-Truiden Toeschouwers: 1.000 Scheidsrechter: Gert Deckers 4de ronde Beker van België 2013-14 | Yvan Erichot 25' Joeri Dequevy 40' Dimitri Daeseleire 44' Sascha Kotysch 60' Joeri Dequevy 64' |       | 29' Gwen Vaes 38' Rachid Krouchi 45' (pen.) Alan Ven 57' Alan Ven 90' Koen Stieners | Opstelling Sint-Truiden: Laurent Henkinet, Dimitri Daeseleire, Sascha Kotysch, Yvan Erichot, Timo Cauwenberg, Naïm Aarab, Ivo Rossen, Joeri Dequevy, Guillermo Méndez, Tortol Lumanza- Lembi, Dylan Vanwelkenhuysen Wissels Sint-Truiden: 30' Guillermo Méndez Erivelton Paulo da Silva 46' Dylan Vanwelkenhuysen Edmilson Junior Paulo da Silva 65' Ivo Rossen Guy Dufour |